# Prix Gémeaux de la meilleure émission ou série d'animation
Le prix Gémeaux de la meilleure émission ou série d'animation est une récompense télévisuelle remise par l'Académie canadienne du cinéma et de la télévision entre 1988 et 2022.

## Lauréats
- 1988 - L'Homme qui plantait des arbres
- 1988 - La Bande à Ovide
- 1991 - Bino Fabule
- 1992 - Sharky et Georges
- 1993 - La Bande à Munsch
- 1994 - Le Fleuve aux grandes eaux
- 1995 - Le Monde irrésistible de Richard Scarry
- 1996 - Spirou
- 1997 - Spirou
- 1998 - Caillou
- 1999 - Le JourNul de François Pérusse
- 2000 - Le Spécial du peuple de François Pérusse
- 2001 - La Série du peuple de François Pérusse
- 2002 - Une minute de science SVP!
- 2003 - Les Aventures dans le monde perdu de Sir Arthur Conan Doyle
- 2004 - Noël Noël (en)
- 2005 - Robin agent spécial
- 2006 - L'Homme sans ombre
- 2007 - Bali
- 2008 - Blaise le blasé
- 2009 - Ludovic
- 2010 - Léon - Saison 2
- 2011 - Walter et Tandoori
- 2012 - Pérusse Cité
- 2013 - Edmond était un âne
- 2014 - Pérusse Cité 2
- 2015 - Jutra[2]
- 2016 - Au pays des têtes à claques
- 2017 - Si j'étais le bon dieu
- 2018 - Trullallerie
- 2019 - L'Agent Jean : comment sauver le monde en 90 secondes
- 2020 - L'Agent Jean : comment sauver le monde en 90 secondes
- 2021 - L'Agent Jean
- 2022 - L'Agent Jean
- 2023 - Cracké la famille s'éclate
- 2024 - Mini-Jean et Mini-Bulle[3]